# Kuppanawadi, Chikodi
Kuppanawadi là một làng thuộc tehsil Chikodi, huyện Belgaum, bang Karnataka, Ấn Độ.